# Rosengart
La Rosengart è stata una Casa automobilistica francese attiva dal 1927 al 1955.

## Storia

### Gli albori
La storia di questa Casa ha inizio nel 1927, per mano di Lucien Rosengart, un personaggio già ricco di esperienze lavorative di vario genere, dalle biciclette alle armi. Nato nel 1881 da una famiglia di industriali parigini, Rosengart mal tollerò fin da ragazzino il rigore disciplinare di famiglia e non appena ne ebbe la possibilità, lasciò il tetto natìo per fondare nel 1905 un'azienda specializzata nella produzione di componenti per auto. Durante la prima guerra mondiale lavorò assieme ad André Citroën e alla fine del conflitto la sua esperienza si allargò al settore delle finanze e fu così che aiutò la Peugeot e la stessa Citroën nei loro periodi economicamente difficili all'inizio degli anni venti. Lucien Rosengart divenne famoso anche per la sua genialità nell'inventare oggetti e componenti di vasta utilità (parlando di Rosengart, André Citroën ricordò fra le sue invenzioni il cosiddetto "chiodo che non arrugginisce") o anche di altro genere (si attribuisce allo stesso Rosengart l'invenzione del celebre calcio balilla, senza contare il ben 186 brevetti da lui registrati nel campo della produzione di proiettili, quest'ultima attiva durante la prima guerra mondiale). Le vicissitudini relative al risanamento di Peugeot e Citroën legarono indissolubilmente Lucien Rosengart al mondo automobilistico e costituirono la molla che lo proiettò verso la produzione automobilistica. Rosengart acquistò così uno stabilimento a Neuilly e l'avventura automobilistica ebbe inizio. Assieme a Lucien Rosengart, partecipò alla nascita della nuova azienda anche Jules Salomon, già fondatore del marchio Le Zèbre e già alle dipendenze di André Citroën.

### La produzione pre-bellica

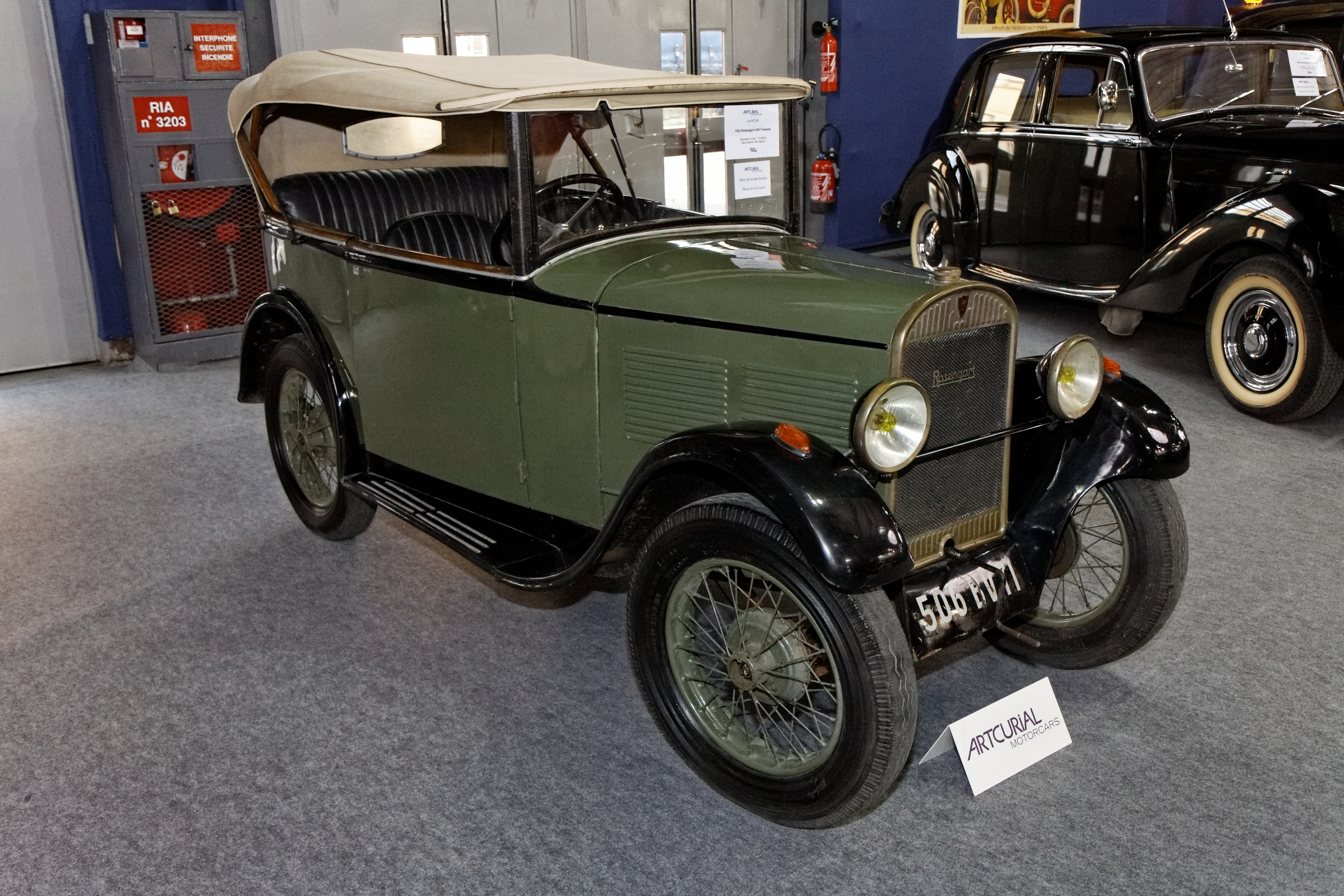
Una LR4 Torpedo del 1933

Il primo modello prodotto dalla Rosengart fu la LR2, vale a dire una Austin Seven prodotta su licenza per il mercato francese. Le lettere LR corrispondono alle iniziali del fondatore. Tale vettura, disponibile in più varianti di carrozzeria, dalla berlina alla spider al furgone, incontrò un ottimo successo di vendite, complice il basso costo, sia di listino che di esercizio e fu prodotta a lungo in varie versioni ed evoluzioni, fino al 1939. Nel frattempo, durante il 1930, una LR2 partecipò ad una gara di resistenza organizzata fra le città di Lione, Digione e Bourg-en-Bresse e che prevedeva una durata di diverse settimane allo scopo di evidenziare il livello di affidabilità delle vetture partecipanti: la vettura impiegata in questa gara percorse ben 100.000 km senza grossi inconvenienti. Ciò diede l'impulso ad alcuni clienti privati, che iscrissero le loro Rosengart ad altre prove di durata, gare al termine delle quali ottennero grossi risultati coprendo distanze ben superiori a quelle richieste.
La gamma si ampliò durante gli anni trenta con l'arrivo di due modelli, che erano la copia su licenza delle tedesche Adler Trumpf e Trumpf Junior. Fu così che nel 1933, la Rosengart si affacciò nel settore delle vetture alto di gamma con la prima serie della Supertraction, denominata LR500, una vettura a trazione anteriore in grado di rivaleggiare con le Peugeot 401. Tale vettura sarà poi proposta in altre due nuove serie nel 1937 e nel 1939, ma con motorizzazioni di origine Citroën. Con l'avvento della seconda guerra mondiale, Lucien Rosengart decise di ritirarsi a vita privata, ma la sua azienda continuò l'attività. Mentre Lucien Rosengart si rifugiò negli Stati Uniti, la produzione automobilistica si limitò ad alcune piccole quantità di LR4 dotate di propulsione elettrica a causa della scarsità di benzina, requisita dal governo francese per essere impiegata in campo bellico.

### Dopo la guerra
La produzione ricominciò subito dopo il conflitto, ma non più con gli stessi risultati di prima. Si cercò di riproporre un'evoluzione della Supertraction, stavolta equipaggiata con un motore V8 di origine Mercury, ma la vettura non andò mai oltre lo stadio di prototipo, anzi, di due prototipi presentati al Salone di Parigi del 1947 con il nome di Supertrahuit, crasi di Supertraction e Huit, "otto" in francese, ad indicare gli otto cilindri del suo motore. Tale propulsore aveva una cilindrata di 3917 cm3 ed erogava una potenza massima di 95 CV.
Si decise quindi di tornare a produrre vettura di fascia più bassa: nel 1951 venne lanciata la Ariette, con motore derivato da quello di origine Austin, ma con carrozzeria più moderna. La vettura venne proposta anche come giardinetta e come cabriolet, oltre che come berlina, ma non riscosse un gran successo. E neppure ebbero successo altri successivi modelli, ossia la Vivor e la Sagaie, quest'ultima dotata di motore bicilindrico Panhard. La Rosengart chiuse così i battenti nel 1955.

## Principali modelli Rosengart

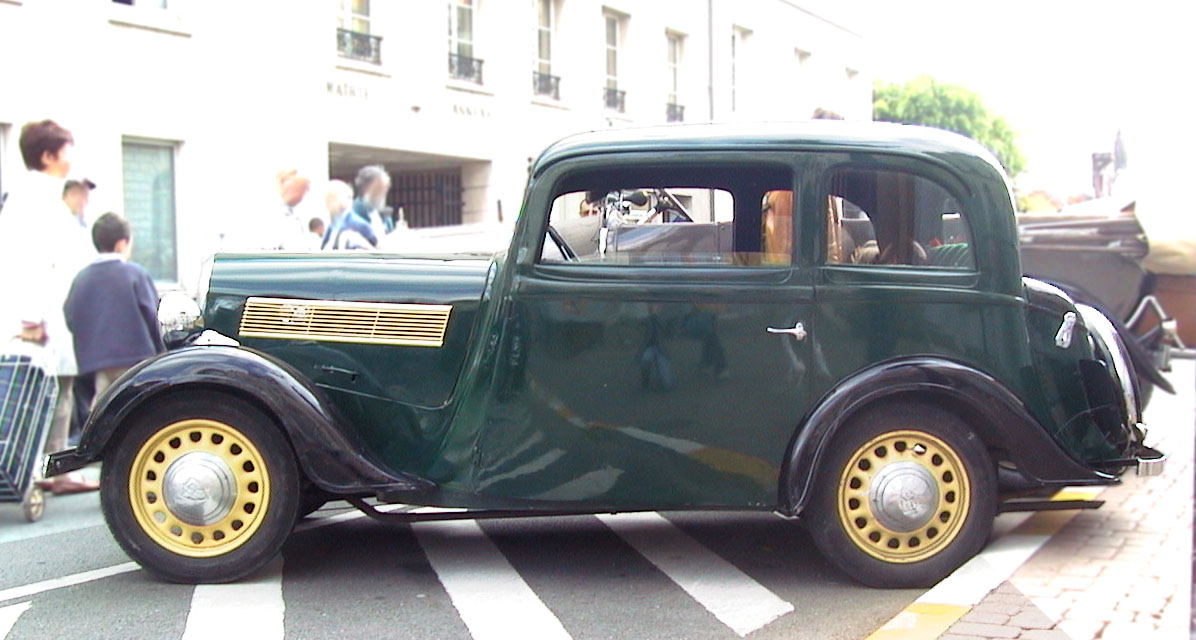
Una Rosengart LR4n

- LR2: è il primo modello con marchio Rosengart, nonché la più famosa tra le Rosengart. Si tratta né più né meno di una Austin Seven prodotta su licenza e nonostante le prime perplessità mostrate dal pubblico, seppe presto far apprezzare a tutti le sue qualità. Debuttò nell'ottobre 1928 ed era disponibile in una gamma molto ampia di versioni: berlina passo corto, berlina passo lungo, coupé, faux-cabriolet, torpedo a 3 o a 4 posti, torpedo commerciale e furgone. Il motore era un 4 cilindri da 747 cm³ in grado di erogare una potenza massima di 10 CV, sufficienti a spingere la piccola vettura ad una velocità massima di 85 km/h. Le sue notevoli doti di robustezza ed affidabilità permisero alla LR2 di riscuotere un enorme successo, anche nella versione LR4, sua naturale evoluzione arrivata due anni dopo.
- LR4: erede diretta della LR2, esordì nel 1930 ed inizialmente non volle discostarsi molto da essa, tranne che nelle dimensioni (lunghezza passata da 2,80 a 3,36 m) e nel motore, identico, ma di potenza massima cresciuta a 15 CV. Stilisticamente ricalcava la sua diretta progenitrice. Anche tale modello fu disponibile in numerose varianti e nel corso della sua produzione, protrattasi fino al 1935, beneficiò di numerose evoluzioni, sia meccaniche che stilistiche, a tal punto da non avere più molto in comune con le primissime serie. La LR4 che seguì e che fu prodotta fino al 1940 era ancora più evoluta nella meccanica, ma soprattutto nello stile: partendo da un'impostazione stilistica simile a quella degli ultimi esemplari della serie precedente, si evolse fino a mostrare soluzioni stilistiche particolari, come i suoi fari anteriori sistemati più al centro, che ricordavano quelli delle contemporanee Peugeot. In questa seconda serie, il motore fu portato a 19 CV. Una terza ed ultima serie di LR4, anche se ufficialmente non erano più denominate così, fu lanciata nel 1952, pochi anni prima della chiusura della Rosengart, e mostrava linee in schietto stile d'inizio anni cinquanta. Tale serie era costituita da tre modelli, che andavano sotto il nome di Ariette, e che erano disponibili come cabriolet, coach e break. Non riscossero però molto successo;

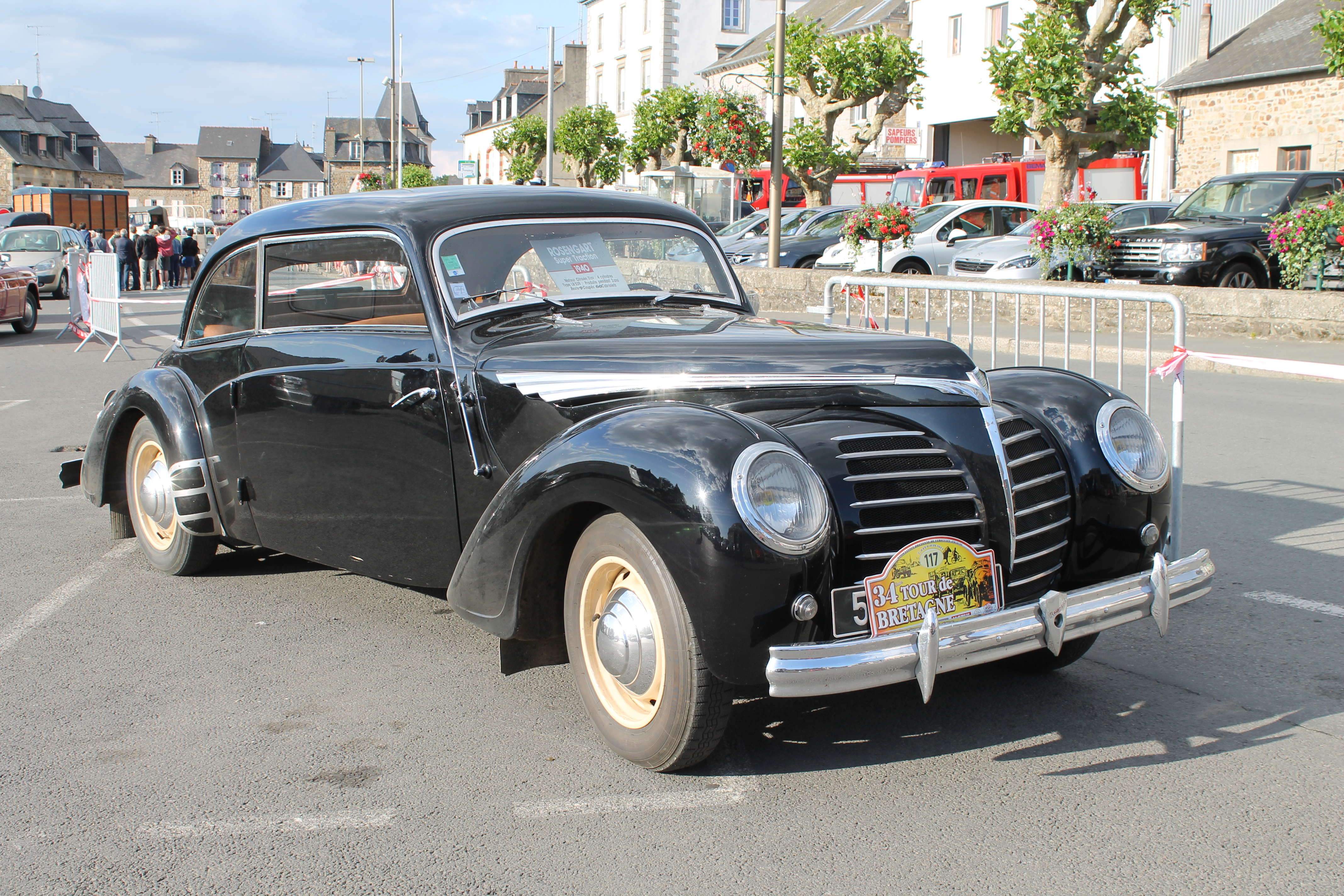
Una LR539, evoluzione della LR505

- LR6: fu la prima 6 cilindri della Casa francese, seguita in breve tempo dalle sue derivate, la LR62, la LR63, la LR64 e per ultima, nel 1937, la L7R70. Lanciata nel 1932, andò quindi a piazzarsi in una categoria superiore rispetto a quella della LR4, essendo equipaggiata da un motore da 1,1 litri. Tale gamma fu prodotta fino al 1939.
- LR500: detta anche Supertraction, ed introdotta nel 1933, fu una delle prime vetture francesi a trazione anteriore. Era equipaggiata da un 4 cilindri in linea della cilindrata di 1650 cm³, in grado di erogare una potenza massima di 38 CV a 3800 giri/min. Il cambio era a 4 marce e l'impianto frenante si avvaleva di freni a disco sulle quattro ruote. La velocità massima era di 100 km/h. Fu tolta di produzione all'inizio dell'anno seguente.
- LR130: assieme ai modelli derivati, denominati LR145 ed LR155, costituì una famiglia di vetture di fascia superiore a quella delle LR6, ma inferiore a quella delle LR500. Montava un 4 cilindri da 1.5 litri e fu prodotta tra il 1934 ed il 1935. La LR145, però, era equipaggiata da un motore da 1.8 litri;

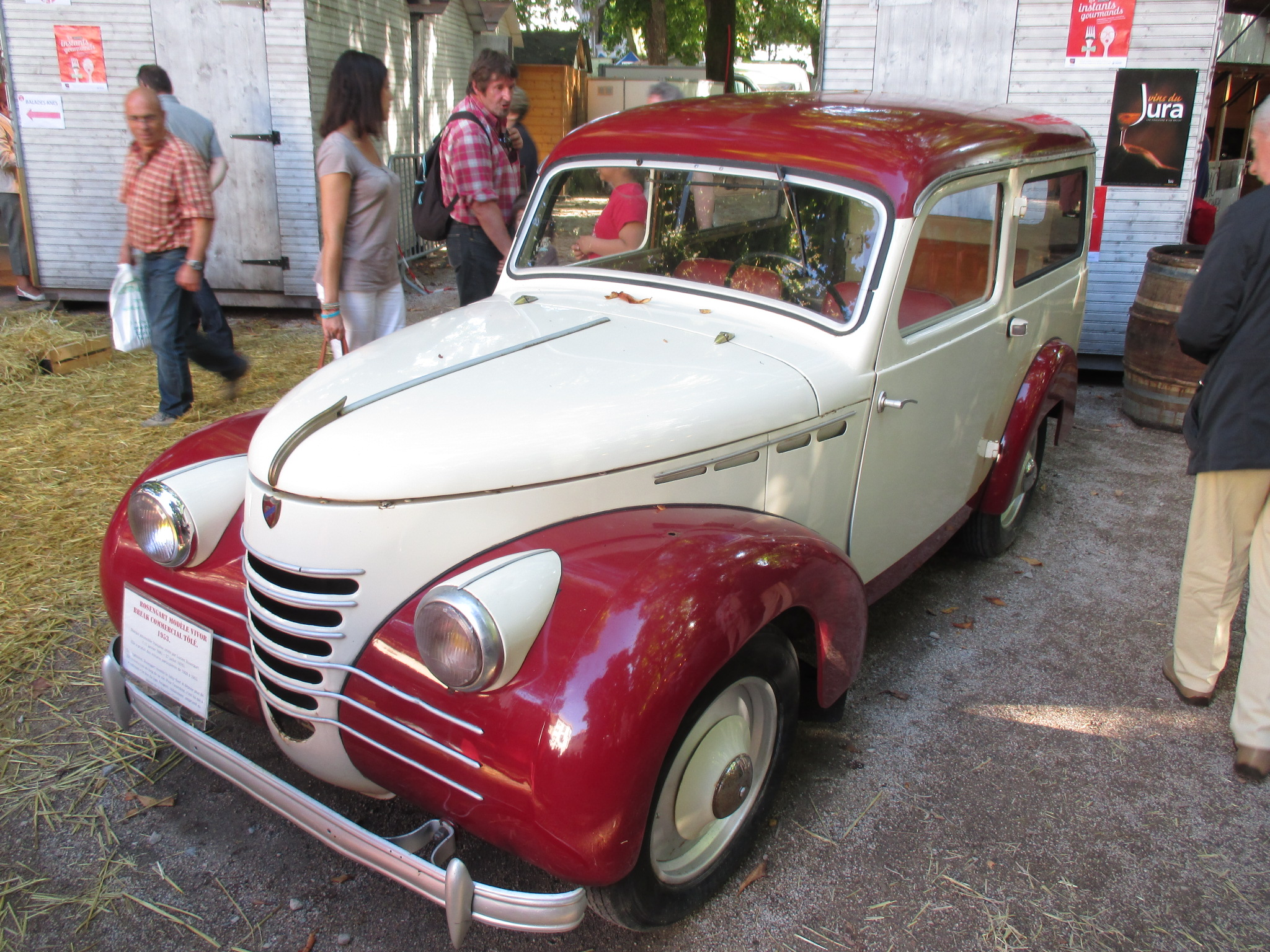
Una Rosengart Vivor

- LR505: denominata anche Supertraction 2, fu l'erede diretta della prima Supertraction, vale a dire della LR500. Lanciata nel 1938, rispetto alla sua progenitrice proponeva linee più morbide ed aerodinamiche ed andava porsi in diretta concorrenza con la Peugeot 402 e con la famosa Citroën Traction Avant. Con quest'ultima, la LR505 condivideva il motore a 4 cilindri da 1911 cm³ in grado di erogare 54 CV a 3800 giri/min. Fu prodotta fino al 1939;
- LR539: erede della LR505, ne riprese lo schema meccanico, sempre mutuato dalla Traction Avant. Venne presentata il 16 marzo 1939 ad Amenonville e rappresentò un'evoluzione significativa sul piano stilistico, rispetto alla LR505, tanto da essere considerata una delle auto più belle tra quelle prodotte durante quello stesso 1939[3]. La sua produzione, tuttavia, non durò che un solo anno, a causa dello scoppio della Seconda Guerra Mondiale;
- Vivor: introdotta nel 1950 e basata sul telaio della LR4 d'anteguerra, era una piccola break prodotta fino alla fine dell'anno seguente. Prodotta anche nella variante Robor, entrò in diretta concorrenza con le contemporanee Renault Dauphinoise, derivate dalla Juvaquatre d'anteguerra ed anch'esse proposte solo in versione break;
- Sagaie: fu l'ultimo modello della Rosengart, ed era equipaggiato da bicilindrico orizzontale. Non ottenne alcun successo, ed anzi diede l'impulso definitivo per la chiusura della Rosengart stessa.